# Lycium cuneatum
Lycium cuneatum là loài thực vật có hoa trong họ Cà. Loài này được Dammer mô tả khoa học đầu tiên năm 1905.